# بعد
البُعد في الفيزياء والرياضيات يعرف لمكان أو لجسم بالحد الأدنى للإحداثيات اللازمة لتحديد أي نقطة في داخله. وهذه الخطوط لها بعدا واحدا لأن إحداثي واحد فقط هو المطلوب لتحديد النقطة عليه (على سبيل المثال، النقطة عند العدد 5 على خط الأعداد). للسطوح مثل المستوى أو سطح الأسطوانة أو الكرة لها بعدين لأنه لابد من وجود إحداثيين لتحديد نقطة عليه (على سبيل المثال، لتحديد موقع نقطة على سطح كرة نحتاج إلى خط العرض وخط الطول لتلك النقطة). داخل المكعب أو الأسطوانة أو الكرة فإن الأبعاد تكون ثلاثية لأن المطلوب ثلاثة إحداثيات لتحديد نقطة ضمن هذا المكان.
|  |  |

## في الفيزياء

### الأبعاد المكانية
| مستقيم الأعداد | زاوية |
| -------------- | ----- |

| ديكارتي | قطبي | خط طول وخط عرض |
| ------- | ---- | -------------- |

| ديكارتي (3 أبعاد) | أسطواني | كروي |
| ----------------- | ------- | ---- |